# Chen Yu-cheng
Chen Yu-cheng, född 6 oktober 1992, är en taiwanesisk bågskytt. Han deltog vid olympiska sommarspelen 2012.